# Дельтаринхус
Дельтаринхус (лат. Ramphotrigon flammulatus) — вид воробьинообразных птиц из семейства тиранновых (Tyrannidae), ранее выделяемый в монотипический род Deltarhynchus. Состоит в близком родстве с родом Myiarchus. Вид является эндемиком сухих листопадных лесов, засушливых колючих зарослей и низкорослых лесов на тихоокеанском побережье Мексики. Дельтаринхус — птица оливкового или серо-коричневого цвета с бледно-серой грудью с полосками, белым горлом, чёрным клювом, тёмно-серыми лапами и тёмно-коричневыми крыльями. Это скрытная птица, которая обычно прячется в подлеске. Питается как правило насекомыми, которых собирает с листьев и ветвей. Самка обычно откладывает три яйца в гнезде, построенном в неглубоком дупле дерева.